# Hans Rosenfeldt
Hans Rosenfeldt   (Borås Caroli, 13 de juliol de 1964), de naixement Hans Gerhard Magnus Pettersson, és un guionista, novel·lista, presentador de ràdio, i actor suec. Entre d'altres és el creador de les aclamades sèries de televisió Bron/Broen i Marcella. Actualment viu a Täby, als afores d'Estocolm.

## Carrera
Rosenfeldt va començar a actuar a finals dels anys vuitanta. A més a més de petits papers televisius, va actuar amb el Teatre Nacional de Göteborg durant cinc anys, però finalment va deixar la interpretació. En lloc seu, va sol·licitar una feina al programa de ràdio Glädjetåget on aviat va començar a escriure per a la televisió, incloses els fulletons "Rederiet" i "Tre kronor" als anys noranta.
A la ràdio, ha estat membre recurrent del programa "På Minuten" d'Sveriges Radio P1 durant més d'una dècada. També va treballat com a presentador de televisió, en el programa "Parlamentet" del 2000 al 2003. El 2007, va coescriure el calendari nadalenc per a infants d'Sveriges Television "En riktig jul". Va treballar breument com a gerent d'entreteniment al mateix canal de televisió. Rosenfeldt fou també l’amfitrió del programa d’hivern d'Sveriges Radio el 2009 i el 2011.
El 2006, Rosenfeldt va ser contractat per la productora sueca Filmlance International per crear una sèrie de crims ambientada tant a Suècia com a Dinamarca. El resultat fou Bron/Broen, una coproducció sueco-danesa centrada en un parell de detectius que investiguen un seguit d'assassinats que tenen lloc a prop de la frontera dels dos països. La primera temporada es va estrenar el 2011 i la segona el 2013. Bron/Broen fou un èxit internacional, i va generar cinc adaptacions, inclosa The Bridge, situada a la frontera entre els Estats Units d'Amèrica i Mèxic, i The Tunnel, situada a la frontera franco-britànica al túnel del canal de la Mànega.
Juntament amb el seu amic Michael Hjorth han escrit l'aclamada sèrie Bergman, un conjunt de novel·les de ficció criminal centrades al voltant d’un psicòleg forense. El primer llibre, Det fördolda (Secrets imperfectes), es va publicar el 2010 i el seguiren un total de 5 llibres més. Junts també van adaptar les dues primeres novel·les de la sèrie en una minisèrie de televisió de quatre episodis anomenada Sebastian Bergman i que es va emetre a la televisió sueca el 2010.
Des del 2016, escriu la sèrie policíaca en anglès Marcella. Actualment va per la tercera temporada.
El 2020 ha escrit en solitari Vargasommar, el que és el primer títol de la sèrie de novel·la negra protagonitzada per l'agent de policia Hannah Wester i ambientada a la localitat sueca de Haparanda (nom que agafa la sèrie). Editat a Catalunya el maig de 2021 per Columna Edicions amb el tíol d' Estiu de Llops.

## Filmografia
Relació de filmografia com a guionista, (si no s'indica el contrari)
- 1988 – Strul (actor)
- 1990 – Kurt Olsson (actor)
- 1994–1997 – Tre kronor (sèrie de televisió)
- 1995 – Jul i Kapernaum (sèrie de televisió)
- 1995–1997 – Radioskugga (sèrie de televisió)
- 1997 – Reine och Mimmi i fjällen
- 1998–2002 – Rederiet (sèrie de televisió)
- 1998 – Aspiranterna (sèrie de televisió)
- 1999 – Sjätte dagen (sèrie de televisió)
- 1999 – Reuter & Skoog (sèrie de televisió)
- 2000 – Hassel - Förgörarna
- 2000 – Brottsvåg (sèrie de televisió)
- 2001 – Kaspar i Nudådalen (sèrie de televisió)
- 2001 – Mirakelpojken (sèrie de televisió)
- 2001 – Bella bland kryddor och kriminella (sèrie de televisió)
- 2003 – Järnvägshotellet (sèrie de televisió)
- 2003 – De drabbade (sèrie de televisió)
- 2005 – Ulveson & Herngren (sèrie de televisió)
- 2007 – En riktig jul (sèrie de televisió) (guió i actor)
- 2008 – Oskyldigt dömd (sèrie de televisió)
- 2009 – Wallander – Hämnden
- 2009 – 183 dagar (sèrie de televisió)
- 2009 – Playa del Sol (sèrie de televisió)
- 2010 – Göta kanal 4 – Tårkanalen (sèrie de televisió)
- 2010 – Den fördömde (sèrie de televisió)
- 2011–2018 – Bron/Broen (sèrie de televisió) (creador)
- 2012–2015 – Morden i Sandhamn (sèrie de televisió)
- 2016–2020 – Mercella (sèrie de televisió) (creador)
- 2018 – Advokaten (sèrie de televisió)
- 2021 – Masked Singer Sverige (participant)

## Novel·les
Entre parèntesis, l'edició catalana.
Sèrie Bergman
- 2010 - Det fördolda (Secrets imperfectes, traducció de Jordi Boixadós, Columna edicions 2016), juntament amb Michael Hjorth.
- 2011 - Lärjungen (Crims duplicats, traducció de Jordi Boixadós, Columna edicions 2016), juntament amb Michael Hjorth.
- 2012 - Fjällgraven (Morts prescindibles, traducció de Jordi Boixadós, Columna edicions 2017), juntament amb Michael Hjorth.
- 2014 - Den stumma flickan (Silencis inconfessables, traducció de Jordi Boixadós, Columna edicions 2017), juntament amb Michael Hjorth.
- 2015 - De underkända (Càstigs justificats, traducció de Pontus Sánchez Giménez, Columna edicions 2018), juntament amb Michael Hjorth.
- 2018 - En högre rättvisa (Mentides consentides, traducció de Cristina Sala Pujol, Columna edicions 2019), juntament amb Michael Hjorth.
- 2021 - Som man sår (Veritats enterrades, traducció de Marc Delgado Casanova, Columna edicions 2021), juntament amb Michael Hjorth.
- 2024 - Skulden man bär (Culpes compartides, traducció de Jordi Boixadós, Columna edicions 2021), juntament amb Michael Hjorth.

Sèrie Haparanda
- 2020 - Vargasommar (Estiu de Llops, traducció de Cristina Sala Pujol i Marta de Bru de Sala i Martí, Sèrie Haparanda 1, Columna edicions 2021)